# Скоти Пипен
Скоти Морис Пипен (енгл. Scottie Maurice Pippen; Хамбург, Арканзас, 25. септембар 1965) бивши је професионални амерички кошаркаш. У својој НБА каријери играо је за Чикаго булсе, Хјустон рокетсе и Портланд трејлблејзерсе. Изабран је у 1. кругу као 5. пик НБА драфта 1987. године. Врхунац каријере доживео је у Чикагу заједно са Мајклом Џорданом. Проглашен је једним од 50 најбољих играча у историји НБА лиге. Изабран је у Кућу славних 2010. године.

## Чикаго булс

### Прва три НБА прстена (1991—1993)
У својој руки сезони, Пипен је помогао Џордану да уђу у плејоф, први после више од деценије. У сезони 1989/90. изабран је на Ол-стар меч и помогао Чикагу да остваре улаз у конференцијско финале плејофа, где су их у серији 4-3 победили Детроит пистонси. У сезони 1990/91. Пипен је био главни одбрамбени, али и нападачки играч у играчком тројцу Фила Џексона. У следеће три сезоне, Пипен је уз Џордана освојио три титуле НБА првака.

### Пипен без Џордана
У сезони 1993/94. након одласка Џордана у пензију, Пипен се ослободио, и те сезоне освојио награду за најкориснијег играча утакмице на Ол-стар викенду. Просечно је бележио 22 поена, 8,7 скокова, 5,6 асистенција и 2,9 украдене лопте по утакмици. Пипен је предводио Чикаго у поенима и асистенцијама, и НБА лигу у украденим лоптама. Те исте сезоне изабран је у прву петорку сезоне и завршио је трећи у гласању за најкориснијег играча лиге. Булси су сезону завршили са 55 победа, само две мање него прошле сезоне. Највећу грешку у каријери направио је у полуфиналу плејофа у утакмици против Њујорк никса, када је сео на клупу шокиран и увређен што је тренер Фил Џексон одабрао Тонија Кукоча да упути шут према кошу 1,8 секунди пре краја. Кукоч је дао кош са звуком сирене, а Пипен се после утакмице извинио тренеру и саиграчима. Булси су испали у седмој утакмици. У сезони 1994/95. Џордан се вратио, а Пипен је предводио Чикаго у поенима, асистенцијама, скоковима, украденим лоптама и блокадама, и постао један од четворице играча у НБА историји којима је то успело.

### Друга три НБА прстена (1996—1998)
У сезони 1995/96. након повратка Џордана и довођења Дениса Родмана, Чикаго је остварио тада најбољи скор победа и пораза у НБА историји (72-10). У финалу су победили Сијетл суперсониксе. Следеће две сезоне такође су освојили три титуле и комплетирали серију од шест титула првака у осам година.

## Каснија каријера
Након завршетка сезоне Пипен је мењан у Хјустон рокетсе. У Хјустону је одиграо само једну сезону због слабе хемије у екипи, поготово са Чарлсом Барклијем. Након завршетка сезоне мењан је у Портланд трејлблејзерсе где је одиграо четири сезоне. Помогао им је да дођу до конференцијског финала, али су изгубили од каснијих шампиона Лос Анђелес лејкерса. Након завршетка сезоне 2002/03. вратио се у Чикаго, али је одиграо само 23 утакмице због проблема са повредама.